# Перистальтичний інфузійний насос
Перистальтичний інфузійний насос (інфузомат®, лінеамат, інфузор) — засіб для інфузії, один з типів інфузійних помп, що використовується для дозованого введення великих об'ємів рідини пацієнтам для лікування чи в процесі досліджень. Часто помилково сплутують із шприцевим дозатором.
Перистальтичні інфузійні насоси застосовуються для тривалого дозованого введення переважно великих об'ємів рідини (зокрема для парентерального та ентерального харчування), для введення рідини під тиском (ендартеріальне введення). Перевагою даних медичних приладів є можливість застосування великих об'ємів рідини, точніше дозування лікарських засобів (у випадку якщо вони вводяться розведеними). Проте зазвичай вони вимагають спеціальних систем для інфузії. Коли необхідно обмежити введення рідини застосовують інфузійні насоси поршневого типу — шприцеві дозатори.

## Принцип роботи

Робота лінійного перистальтичного насоса

На даний час переважна більшість перистальтичних інфузійних помп лінійного («пальчикового») типу. У таких приладах набір елементів («пальчиків») у певному порядку стискає силіконову частину системи для інфузії. Цим досягається відповідна швидкість інфузії лікарського засобу.
Такі помпи можна застосовувати лише у комплекті з системами для інфузії, які у мають у складі робочу силіконову частину, яка і встановлюється в інфузійний насос. Зазвичай кожен виробник виробляє свої інфузійні системи, що не підходять під перистальтичні інфузійні насоси інших виробників.

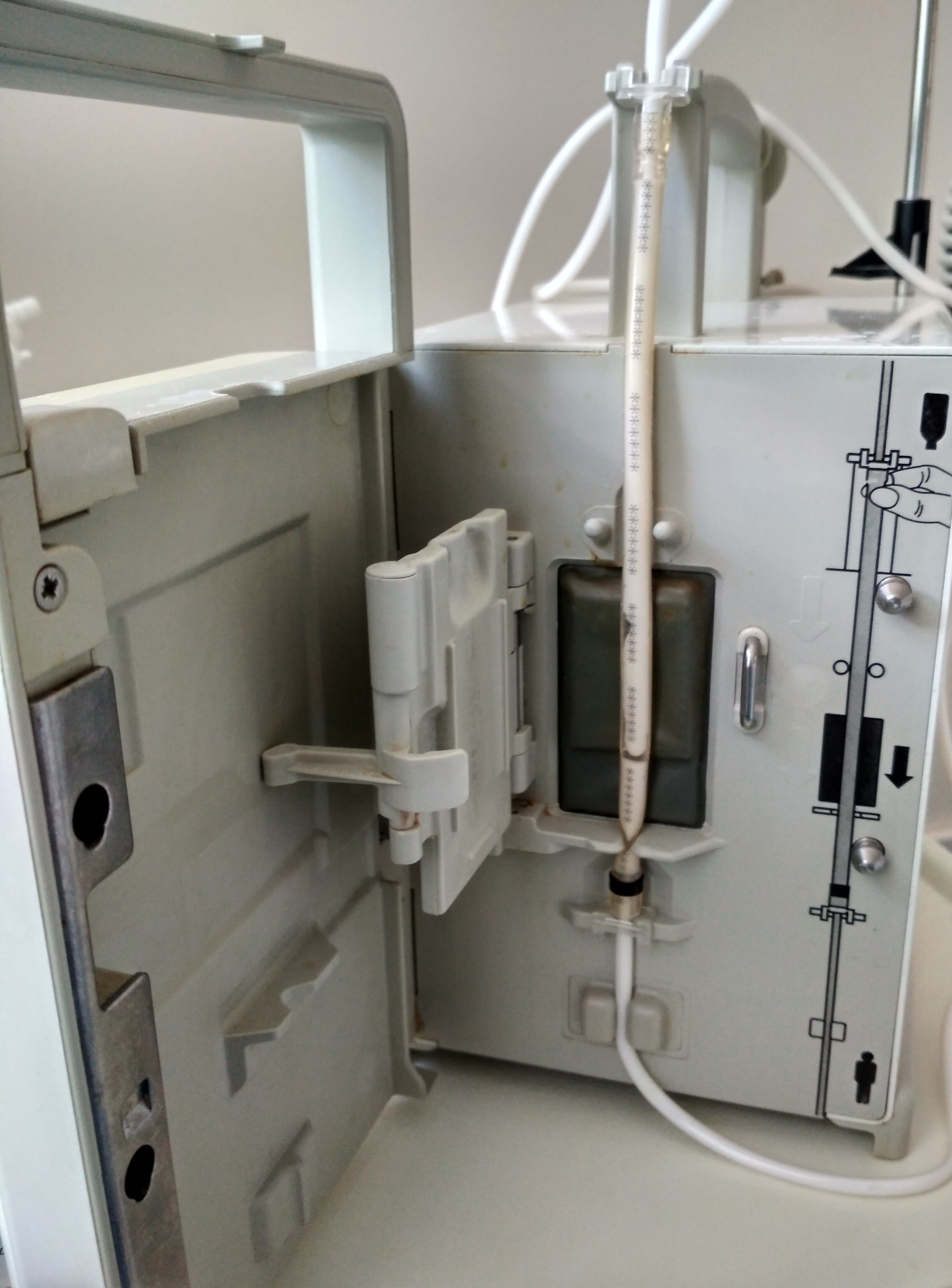
Інфузомат виробництва BBraun у відкритому стані.